# Parafia Świętej Trójcy w Szczecinku
Parafia Świętej Trójcy – parafia prawosławna w Szczecinku, w dekanacie Koszalin diecezji wrocławsko-szczecińskiej.
Na terenie parafii funkcjonuje 1 cerkiew:
- cerkiew Świętej Trójcy w Szczecinku – parafialna

## Historia
Parafia została erygowana 8 grudnia 1952 r. Początkowo liczyła około 31 rodzin, natomiast w 2013 r. – 14 osób. Cerkiew mieści się w dawnej synagodze, zaadaptowanej do potrzeb liturgii prawosławnej. Według innego źródła, obecna cerkiew parafialna to dawny kościół ewangelicki.

## Wykaz proboszczów
- 1952–1954 – ks. Stanisław Zembrzuski
- 1954–1956 – ks. Włodzimierz Meżerycki
- 1956–1958 – ks. Leoncjusz Tofiluk
- 1958–1960 – ks. Mikołaj Turowski
- 1960–1961 – ks. Eugeniusz Lachocki
- 1961–1962 – ks. Mitrofan Budźko
- 1962–1963 – hieromnich Atanazy (Sienkiewicz)
- 1963–1964 – ks. Juwenaliusz Wołoszczuk
- 1964–1971 – ks. Piotr Martyniuk
- 1971–1974 – ks. Jan Mironko
- 1974–1977 – ks. Michał Szlaga
- 1977–1979 – ks. Antoni Czapko
- od 1979 – ks. Leon Karpiuk